# Duke Nukem Forever
Duke Nukem Forever — шутер від першої особи, над яким спочатку працювали компанії 3D Realms та Triptych Games, а завершили вже Gearbox Software і Piranha Games. Гра є продовженням Duke Nukem 3D 1997 року та перебувала у розробці 15 років, до свого релізу в 2011 році.

## Сюжет
Події гри відбуваються 17 років після подій першої гри. Дюк став справжнім героєм, відомим на увесь світ, та купається у променях слави. Зігравши у відеогру про свої пригоди, яку розробили саме для нього, він приїжджає до телевізійної студії, у якій на нього чекає інтерв'ю. По дорозі туди, він бачить випуск новин по телевізору, який повідомляє що прибульці знову з'явилися на Землі, але цього разу вони здаються миролюбними. Шоу на якому мав з'явитися Дюк скасовується для того, щоб телестанція змогла зробити репортаж про вторгнення, тому він повертається у свою «печеру» (англ. «Duke Cave»).

## Ігровий процес
Гра є шутером від першої особи, тобто основою ігрового процесу є знищення ворогів. PC-версія гри дозволяє гравцеві одночасно переносити 4 види зброї, гранати (англ. pipe bombs) та лазерні міни-пастки вважаються предметами інвентарю, тому не мають обмеження.
Гравці керують Дюком Нюкемом, героєм бойовика 1980-х років, який бореться з інопланетними загарбниками у трьох основних локаціях: Лас-Вегас, шосе та дамба Гувера. У деяких локаціях відбуваються бої з босами, квести та водіння; в одній з них Дюк зменшується до мініатюрного розміру і керує іграшковим автомобілем. Міні-ігри включають аерохокей, вбити крота та пінбол.
Forever розвивається повільніше, ніж попередні ігри Duke Nukem. Як і в серії Halo, гравці можуть носити лише дві одиниці зброї одночасно, а здоров'я Дюка регенерується автоматично. Зброя включає дробовик, міни-пастки, зменшувальний промінь (який зменшує ворогів, щоб Дюк міг на них тиснути) і заморожувальний промінь (який заморожує ворогів, щоб Дюк міг їх розбити). Як і Duke Nukem 3D, Forever включає в себе відсилання до поп-культури, туалетний гумор і контент для дорослих, наприклад, стриптиз-клуби і можливість помочитися. У багатокористувацькому режимі гравці змагаються в таких іграх, як смертельний поєдинок, захоплення прапора та король пагорба.